# Hubert Schrübbers
Hubert Schrübbers (* 3. November 1907 (nach anderen Angaben 3. Februar 1901) in Recklinghausen; † 26. September 1979 in Unterach am Attersee) war ein deutscher Jurist und vom 15. Dezember 1955 bis zum 30. April 1972 Präsident des Bundesamts für Verfassungsschutz.

## Leben
Schrübbers studierte Rechtswissenschaft und wurde während seines Studiums Mitglied der AV Guestfalia Tübingen im CV. 1933 trat er dem SA-Sturm Münster bei. Er war von 1938 bis 1941 als Staatsanwalt in Bochum, Dortmund, Arnsberg, dann als Oberstaatsanwalt beim Oberlandesgericht Hamm Ankläger in diversen Verfahren gegen rassisch und politisch Verfolgte des NS-Regimes: Die Jüdin Anna Neubeck wurde beispielsweise am 31. März 1941 entsprechend dem Antrag Schrübbers’ zu zweieinhalb Jahren Zuchthaus verurteilt, weil sie im belgischen Exil unter anderem Geld für andere Flüchtlinge gesammelt hatte. Sie kam nie mehr in Freiheit und wurde 1943 im KZ Auschwitz ermordet. 1941 musste Schrübbers seine Tätigkeit unterbrechen und wurde Soldat.
Er diente als Unterwachtmeister in einer Polizeieinheit der SS und geriet 1944 im französischen Chaumont in Kriegsgefangenschaft, wo nach Résistance-Tätigkeit in der Gegend die Deutschen im Januar 20 Männer verhaftet und am 18. März elf von ihnen hingerichtet hatten. 1946 kehrte er aus der britischen Kriegsgefangenschaft zurück. Laut Aust/Laabs war er in dieser Zeit vom britischen Geheimdienst angeworben worden, was seine spätere Karriere in der britischen Besatzungszone plausibel macht.
1948 wurde Schrübbers Oberstaatsanwalt beim Obersten Gerichtshof für die britische Zone, 1950 Bundesanwalt am Bundesgerichtshof, 1953 Generalstaatsanwalt beim Oberlandesgericht Düsseldorf. Zum 15. Dezember 1955 erfolgte seine Ernennung zum Präsidenten des Bundesamts für Verfassungsschutz. In seine Amtszeit fiel die von Werner Pätsch aufgedeckte „Telefonabhöraffäre“ von 1963, die ihm den Vorwurf des Verfassungsbruchs einbrachte und schließlich 1968 zum Erlass des Gesetzes zu Artikel 10 des Grundgesetzes führte. Ihm wurde vorgeworfen, ehemalige SS-Mitglieder beim BfV eingestellt zu haben. Am 30. April 1972 wurde Schrübbers nach Vorwürfen wegen seiner Verwicklung in die NS-Justiz in den einstweiligen Ruhestand versetzt, die reguläre Pensionierung wäre ohnehin im gleichen Jahr erfolgt.